# روزيلا سينسي
روزيلا سينسي (بالإيطالية: Rosella Sensi)‏‏ (18 ديسمبر 1971 في روما - ) رائدة أعمال، وسياسية، وسيدة أعمال من إيطاليا.